# 남해향교
남해향교(南海鄕校)는 대한민국 경상남도 남해군 남해읍 북변리에 있는 향교이다. 1983년 8월 12일 경상남도의 유형문화재 제222호로 지정되었다.

## 개요
조선 문종 원년(1450년) 당시 남해현령이었던 하신이 현유의 위패를 봉안하고 배향하며 아울러 지방민을 교육하기 위하여 설립하였다고 전하나, 임진왜란 때에 문헌이 유실되어 정확한 창건 시기를 알 수 없다. 1530년 간행된 《신증동국여지승람》에는 남해향교에 대해 "(남해)현의 북쪽 1리 지점에 있다"는 기록이 있어서 조선 초기에 이미 향교가 경영되었음을 알 수 있다.
처음에는 봉강산 아래에 대성전과 명륜당이 앞뒤로 나란히 자리잡고 있었으나, 임진왜란 때에 모두 불타 사라져버리고 조선 현종 10년(1669년)에 대성전을, 숙종 4년(1678년)에 명륜당을 중수하였다. 그 후 고종 29년(1892년)에 대성전을 비롯한 동·서 양무와 내삼문을 지금의 위치로 옮겼고 점차 그 밖의 건물들도 모두 옮겨 세웠다. 이후 1917년에 명륜당과 나머지 건물들도 옮겨와서 오늘날에 이르고 있다.
1983년 8월 12일에 경상남도 유형문화재 제222호로 지정되었으며, 2003년 대성전 일곽을 중수하였다.

## 입지와 배치
향교의 입지는 시가지 배면 봉강산 말단으로 경사가 거의 없는 평지형의 성격을 가진다. 완만한 경사지에 출입구인 외삼문, 유생들의 거처인 동재와 서재, 공부하는 곳인 명륜당이 비교적 낮은 터에 있고, 그 뒤로 조금 높은 터에 내삼문과 성현에 제사를 지내는 대성전이 위치하여 전형적인 전학후묘의 배치를 이루고 있다.
전체적으로 건물의 배치는 전형적인 전학후묘 형식을 갖추고 있으며, 강학 영역을 이루는 건물로 명륜당과 동서재, 외삼문이를 있지만 외삼문은 별도로 빠져나와 있어 공간 구성에 큰 영향을 미치지 못하고 있다. 1990년대 초반까지만 해도 외삼문 밖에 담을 둘러서 별도의 공간을 구성하였는데, 이를 통해 외삼문은 본래 강학 영역을 이루는 건물이었다기 보다는 별도 공간의 구성 건물이었음을 알 수 있다. 동·서재는 서로 거리가 멀고 명륜당의 주축에 병행하여 놓이지 않았기 때문에 강학영역은 구성이 다소 산만한 편이다.
강학영역의 후면 축대 위에는 제향영역이 대성전, 동·서무, 내삼문 등으로 구성되어 있다. 제향영역은 강학영역이 너무 넓어 산만한데 비해 턱없이 좁아 적절한 공간감을 갖기 어렵게 구성되어 있다. 또한 대성전과 내삼문은 규모에 비해 동·서무가 작고 간살잡이도 틀려 제향영역의 정연한 맛을 찾기 어렵다. 1990년대 초반까지만 하더라도 동무의 남측으로 동측칸에 협문을 두었는데 현재는 담장을 별도로 처리하여 막고, 동무는 독립적으로 구성하였다. 현재 동무의 우측칸 남측으로 난 판문이 변형 전의 형식을 짐작하게 한다.
서재의 남쪽에 담장을 붙여 돌단(성생단)을 쌓은 것은 다른 향교에서는 볼 수 없는 특이한 점으로, 이는 남해향교 특유의 의례 때문으로 여겨지며, 명륜당 서측 배면으로 도덕동산을 꾸민 것도 특이한 조경시설이라 할 수 있다.

## 건축 구성
대성전(大成殿)
대성전은 정면 3칸, 측면 3칸 주심포 형식의 맞배지붕 건물이다.
기단은 사고석 바른층 쌓기를 하였으며, 바닥은 시멘트 몰탈로 마감하였다. 계단은 총 3개로써 각 칸의 전면에 1개씩 두었다. 또한 계단 좌·우측에 소맷돌을 두었다. 초석은 가공이 없는 자연석 주초를 사용하였고, 기둥 하부에는 그랭이질이 역력하다. 건물 내부에는 우물마루를 깔았고, 5성과 송조 6현 및 최치원을 비롯한 동국 18현을 모셨다. 기둥은 모두 원기둥이며 민흘림이 있고 특히, 툇기둥이 굵어 퇴칸을 강조하고 있다. 기둥 상부에는 2출목 주심포 형식의 공포를 두어 제향공간의 중심건물로서 화려한 편이다. 보머리는 운공형으로 초각하였다.
지붕가구는 무고주 5량가이다. 벽체는 전체적으로 회사벽이며 창호는 전면의 각 칸에 쌍여닫이 판문을 두었다. 또한 좌·우 측면에도 살창을 두어 채광과 환기를 도모하였다. 이 외에 배면 귀기둥 옆에 20×20cm 크기의 환기구를 둔 점도 특이하다.
처마는 전·후면 모두 겹처마이고, 막새기와를 두었으며, 모로단청으로 마감하였다.
동·서무
정면 3칸, 측면 1칸의 민도리 맞배지붕 건물이다.
두 건물의 간살잡이는 서로 다른데 동무는 우측 2칸이 수장고이며, 나머지 1칸은 문칸으로 처리한 반면, 서무는 1칸의 전사실과 2칸의 수장고로 구성하였다. 두 건물 모두 기단은 막돌허튼층쌓기하였으며, 바닥은 시멘트 몰탈로 마감하였다. 계단은 별도로 두지 않았으며, 초석은 사각형의 다듬은 초석을 사용하였다. 기둥은 모두 모기둥을 사용하여 대성전과는 다소 격차를 보이고 있다. 다만 모기둥의 굵기가 튼실하여 건물의 엄정함을 보기에는 손색이 없다.
기둥 상부는 공포를 구성하지 않은 민도리 건물이며, 보머리는 직절하였다. 내부공간에는 우물마루를 깔았으나, 현재 위패를 봉안하지는 않고 단지 수장고의 용도로 사용할 뿐이다.
지붕가구는 3량가이며, 서까래는 맞걸은 형식이다. 서무는 특이하게 남측 1칸에 방을 꾸미고 띠살문을 달아 전사실로 사용하였다. 처마는 모두 홑처마이며, 단청은 주요 부재의 끝에 띠를 두른 긋기 단청하였다.
내삼문(內三門)
정면 3칸, 측면 1칸의 민도리 맞배지붕 건물이다. 지붕은 어칸 상부를 돋우어 솟을삼문형식으로 구성하였다.
기단은 이고석 외벌대로 쌓았고, 바닥은 시멘트 몰탈로 마감하였다. 계단은 전면에 3칸을 아우르는 통계단을 두어 신도를 따로 구분하지 않았다. 초석은 자연초석을 사용하였으나, 비교적 사각형에 가까운 것들을 선별하였다. 기둥은 모두 원기둥을 사용하였고, 기둥 상부에는 공포를 두지 않은 민도리 건물이다. 보머리는 직절하였고, 별도의 초각 부재를 덧붙이지 않은 간략한 형식이다.
각 칸에는 모두 쌍여닫이 판문을 달았으며, 특이하게 태극무늬를 4개씩 그렸다. 단청은 주요부재의 끝에 머리초를 베푼 모로단청이다.
명륜당(明倫堂)
정면 4칸, 측면 2칸의 익공계 팔작지붕 건물이다.
명륜당의 정면 4칸 간살잡이는 여타 명륜당 뿐만 아니라 조선시대 건물에서 보기 힘든 특이한 구성이라 할 수 있겠다.
기단은 2단으로 조성하였고, 화강암 사고석 바른층 쌓기를 하였다. 바닥은 시멘트 몰탈로 마감하였다. 계단은 기단의 좌·우 측면에 각 1개씩 두었는데 건물의 전면에 두지 않았다는 것이 특이하다. 이는 제향영역보다 강학영역이 나중에 이건되면서 제향영역으로의 진입로가 강조되어 명륜당 동측에 계단이 설치되고, 이 계단이 명륜당으로의 진입을 겸하면서 별도의 계단이 필요없었기 때문으로 사료된다.
초석은 원형으로 다듬은 초석을 사용하였고, 기둥은 민흘림의 원기둥을 두었다. 기둥 상부에는 초익공을 두었고, 보머리는 직절 후에 운공형으로 초각한 부재를 덧붙였다. 벽체는 전체적으로 회사벽이다.
전면에는 모두 창호를 달았고, 각 칸에는 4분합 살창을 구성하였다. 그러나 창호지 대신에 유리를 삽입하여 고졸한 맛을 찾기 어렵다. 2칸 대청의 후면에는 쌍여닫이 판문을 각기 달았으며, 온돌방의 후면에도 쌍여닫이 정자살창을 두었다.
처마는 전·후면 모두 겹처마이며 막새를 사용하여 강학영역의 중심건물로서 위상을 보여주고 있다. 단청은 가칠 후 부재의 끝에 띠를 두른 긋기 단청을 하였다.
동·서재(東 ·西齋)
정면 4칸, 측면 2칸의 민도리 맞배지붕 건물이다.
기단은 막돌로 외벌대 쌓은 형식이고, 계단은 별도로 두지 않았다. 초석은 자연초석을 사용하였다. 기둥은 모두 모기둥을 사용하여 명륜당과는 위계를 달리하였다. 가운데 두 칸은 방을 약 1.5자 물림하여 툇마루를 구성하였다는 점이 특이하다.
지붕가구는 3량가인데 풍판은 따로 두지 않았다. 기둥 상부는 공포를 두지 않은 민도리이며, 보머리는 직절하였다.
창호구성은 전면 각 칸에 모두 쌍여닫이 띠살문을 두었는데 창호높이는 각 칸이 다르게 구성되어 있다. 배면의 창호는 남측에서 두 번째 칸에만 쌍여닫이 판문을 두었고, 나머지는 모두 쌍여닫이 띠살창을 구성하였다. 단청은 가칠만 하였고, 서까래 마구리는 회칠로 마감하였다. 1990년대 초기까지만 하더라도 서재는 사무실 용도로 쓰였으며 시멘트 기와를 얹어 격식에 맞지 않았으나 최근 들어 동재와 동일한 형식으로 복원되었다.
외삼문(外三門)
외삼문은 정면 3칸, 측면 1칸의 민도리 맞배지붕 건물이다. 어칸의 지붕이 높은 솟을삼문으로서 내삼문과 동일한 구성을 하였다.
기단은 전면 축대에 기대어 구성하여 별도의 기단은 보이지 않으며, 계단은 전면 3칸을 아우르는 통계단으로 처리하였다. 초석은 원형초석을 사용하였으며 높이가 30cm가 넘는다.
문설주의 초석은 사각형의 초석이며 외삼문의 초석은 모두 기계가공한 것을 두었다. 기둥은 어칸에만 원기둥을 두었고, 나머지는 모두 모기둥을 사용하여 어칸의 위계를 강조하고 있다.
기둥 상부는 공포를 구성하지 않은 민도리 건물이며, 보머리는 직절하였다.
각 칸에 쌍여닫이 판문을 두었으며, 태극무늬도 그려 넣었다. 단청은 주요부재 끝에 머리초를 베푼 모로단청이다. 1990년대 초반만 하더라도 외삼문 앞에는 별도의 담을 둘러 진입공간을 구성하고 있었는데 현재는 없어졌고 진입공간의 긴밀감은 찾아보기 어렵다.